# Longuenoë
Longuenoë est une ancienne commune française, située dans le département de l'Orne en région Normandie, peuplée de 109 habitants. Depuis le 1er janvier 2019, elle est une commune déléguée de L'Orée-d'Écouves.

## Géographie

### Situation
| Saint-Ellier-les-Bois | Saint-Didier-sous-Écouves | Livaie |
| Saint-Ellier-les-Bois | Longuenoë                 | Livaie |
| Saint-Ellier-les-Bois | La Roche-Mabile           | Livaie |

### Lieux-dits et écarts

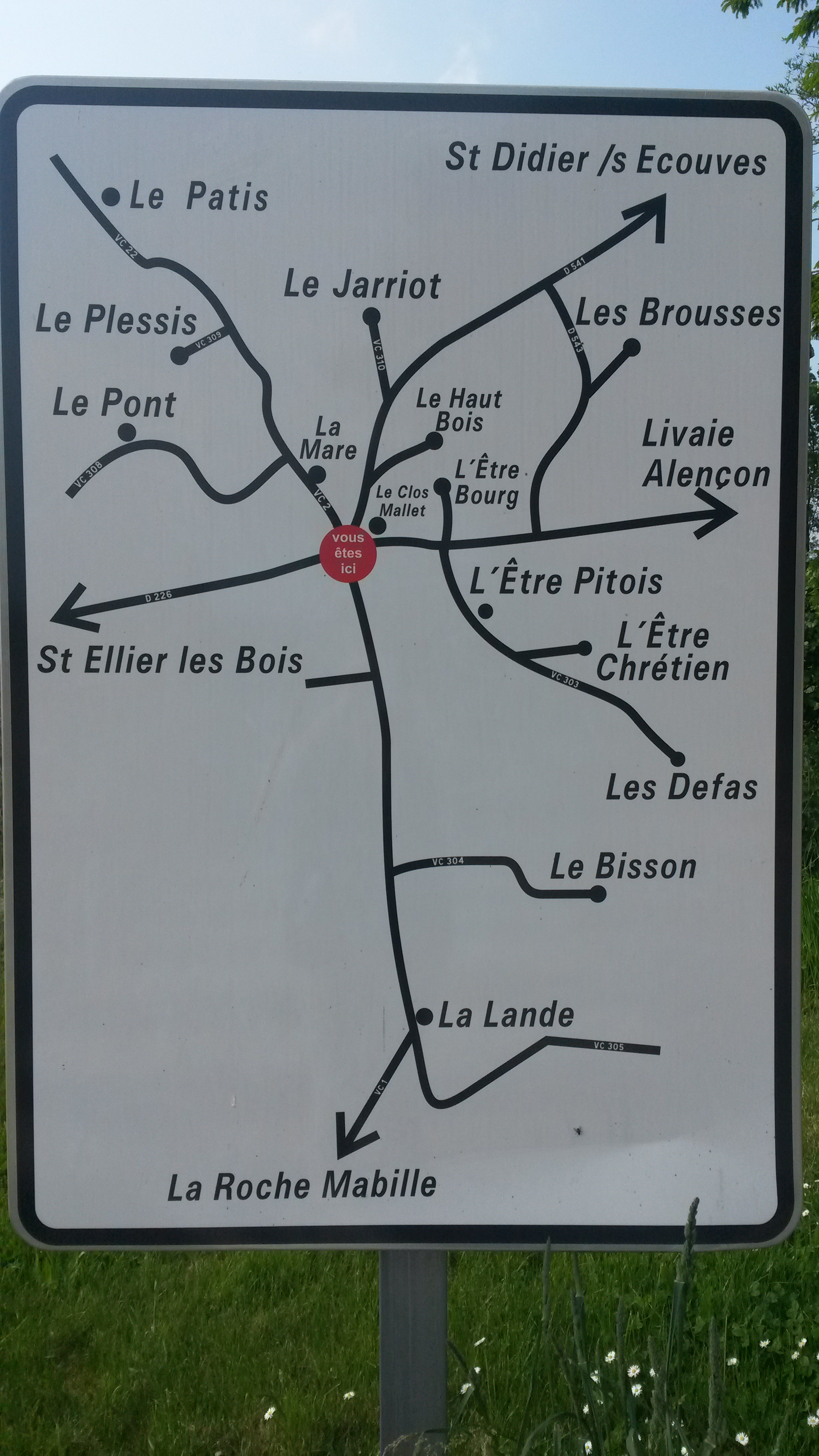
Plan d'orientation.

- Le Clos Mallet, le Haut Bois, le Jarrriot.
- La Mare, le Pont, le Plessis, le Patis.
- Le Bisson, la Lande.
- L'Etre Pitois, l'Etre Chrétien, les Defas.
- L'Etre Bourg, Les Brousses.

## Toponymie
Le nom de la localité est attesté sous la forme Longanoa en 1373.
Longuenoë, de longus (long) et noë du gaulois adopté par le latin nauda, « endroit humide ». Son nom vient de la forme du terroir long et de la nature du sol noë, noue synonyme de « lande » : la « longue lande » de terres pauvres et marécageuses .

## Histoire
Le 1er janvier 2019, la commune est regroupée avec Fontenai-les-Louvets, Livaie et Saint-Didier-sous-Écouves sous la commune nouvelle de L'Orée-d'Écouves qui est actée par un arrêté préfectoral du 10 juillet 2018.

## Politique et administration
| Période                                  | Période   | Identité         | Étiquette | Qualité     |
| ---------------------------------------- | --------- | ---------------- | --------- | ----------- |
| 1964                                     | mars 2001 | Henri Papillon   |           |             |
| mars 2001                                | mars 2008 | Roger Manoury    |           |             |
| mars 2008                                | En cours  | Philippe Monnier |           | Agriculteur |
| Les données manquantes sont à compléter. |           |                  |           |             |

Le conseil municipal est composé de onze membres dont le maire et deux adjoints.

## Démographie
En 2021, la commune comptait 109 habitants. Depuis 2004, les enquêtes de recensement dans les communes de moins de 10 000 habitants ont lieu tous les cinq ans (en 2008, 2013, 2018, etc. pour Longuenoë) et les chiffres de population municipale légale des autres années sont des estimations. 
Longuenoë a compté jusqu'à 345 habitants en 1821.
| 1793 | 1800 | 1806 | 1821 | 1836 | 1841 | 1846 | 1851 | 1856 |
| ---- | ---- | ---- | ---- | ---- | ---- | ---- | ---- | ---- |
| 186  | 175  | 214  | 345  | 262  | 243  | 220  | 223  | 250  |

| 1861 | 1866 | 1872 | 1876 | 1881 | 1886 | 1891 | 1896 | 1901 |
| ---- | ---- | ---- | ---- | ---- | ---- | ---- | ---- | ---- |
| 240  | 233  | 231  | 232  | 244  | 216  | 219  | 181  | 167  |

| 1906 | 1911 | 1921 | 1926 | 1931 | 1936 | 1946 | 1954 | 1962 |
| ---- | ---- | ---- | ---- | ---- | ---- | ---- | ---- | ---- |
| 172  | 156  | 142  | 144  | 148  | 137  | 124  | 128  | 115  |

| 1968 | 1975 | 1982 | 1990 | 1999 | 2008 | 2013 | 2018 | 2020 |
| ---- | ---- | ---- | ---- | ---- | ---- | ---- | ---- | ---- |
| 87   | 85   | 93   | 85   | 110  | 120  | 110  | 120  | 125  |

## Culture locale et patrimoine

### Lieux et monuments
- Église Saint-Pierre du XIXe siècle.